# Girolamo Giacobbi
Girolamo Giacobbi (Giacobi) (auch Geronimo de Jacob, Hieronymus Jacobus oder Jacobbi, oder Hieronimus Jacobus Bononiensis; getauft am 10. August 1567 in Bologna; † 23. Dezember 1628 ebenda) war ein italienischer Kantor, Kapellmeister und Komponist. Er stand zu seiner Zeit als Komponist in hohem Ansehen.

## Leben
Girolamo Giacobbis Eltern waren Bartolomeo und Virginia Accarisi. Er stammte aus einfachen Verhältnissen und wurde als Kind in die Gruppe der Kleriker am Dom San Petronio aufgenommen. Dort erhielt er eine kostenfreie Ausbildung in Grammatik und Gesang. Ab dem 30. Januar 1581 wurde Girolamo Giacobbi in den Registern der Fabbriceria von San Petronio verzeichnet, der kirchlichen Behörde, die für den Unterhalt der Basilika und die Organisation sowie die Bezahlung des Personals zuständig war. Er erscheint in den Listen unter dem Namen „Geronimino de Jacob“. Als Kleriker mit niederen Weihen unterstützte er die Sopran- und Altstimmen des Chores und erhielt dafür eine zusätzliche jährliche Vergütung.

### Anfänge der musikalischen Laufbahn
1584 wurde Giacobbi offiziell als ordentlicher Sänger des Domchores von San Petronio eingetragen und mit regelmäßigen Aufgaben betraut. Demgemäß erhielt er eine feste Vergütung. 1589 wurde er zum Priester geweiht. So begann seine doppelte, geistliche und musikalische Laufbahn. 1594 wurde er Promagister unter Kapellmeister Andrea Rota. Er unterstützte Rota bei der Leitung der Instrumental- und Vokalensembles am Dom und – nach Rotas Tod 1598 – auch dessen Nachfolger Pompilio Pisarelli. 1601 ließ er seine erste Sammlung geistlicher Musik mit dem Titel Motecta multiplici vocum numero concinenda, liber primus in Venedig drucken.
1604 wurde Giacobbi selbst Kapellmeister an San Petronio und wirkte dort bis zu seinem Tod 1629. Ungewöhnlich häufige Gehaltserhöhungen lassen die große Wertschätzung seiner Arbeit bei seinen Zeitgenossen erkennen. Giacobbis Amtsübernahme als Kapellmeister erwies sich als ein für die Musik an San Petronio historischer Schritt. Er erweiterte die Ensembles auf 46 Mitglieder und führte ein gedrucktes Regelwerk für die liturgischen und musikalischen Abläufe am Dom ein. Die Professionalisierung der Ensembles ermöglichte unter seiner Leitung die Darbietung einer vielgestaltigeren liturgischen Musik in den Gottesdiensten.

### Etablierung als Musiker und Komponist
Giacobbi machte in Bologna die ersten Experimente mit dramatischer Musik im Stile der Opern aus Florenz. Zur Pastorale Filarmindo des Dichters Ridolfo Campeggi, einem in Bologna beliebten Theaterstück, komponierte Giacobbi zu weiteren Texten dieses Autors vier Intermedien, die zwischen den Akten der Pastorale aufgeführt wurden. L’Aurora ingannata, die Sammlung der vier Intermedien, wurde unter dem neuen Titel Dramatodia, overo Canti rappresentativi… sopra l’Aurora ingannata 1605 im Haus Melchiorre Zoppios, dem Sitz der Accademia dei Gelati, anlässlich der Hochzeit Ferdinando Riario mit Laura Pepoli erstmals aufgeführt und 1608 in Venedig gedruckt.
Im Februar 1610 wurde anlässlich des Karnevals in Bologna im Teatro della Sala die „tragedia in musica“ L’Andromeda aufgeführt. Der Text stammte von Ridolfo Campeggi. Besonders bekannt wurde die Arie des Perseus Io ti sfido, o mostro infame („Ich fordere dich heraus, niederträchtiges Ungeheuer“). Zeitgenossen lobten diese Arie wegen ihres kraftvollen Rhythmus. Sie verbreitete sich schnell in ganz Italien.
Auch außerhalb Italiens fanden Giacobbis Kompositionen Beachtung. Ein Beispiel ist die fünfstimmige Motette Caro mea vere est cibus („Mein Fleisch ist wahrhaft eine Speise“), die 1612 in der Sammlung Promptuarium musicum, einer Anthologie geistlicher Musik, von Abraham Schadäus in Straßburg veröffentlicht wurde.
Zwischen 1613 und 1623 ließ Giacobbi in Bologna weitere weltliche Werke aufführen, die im monodischen Stil der florentinischen Tradition stehen. Zu diesen gehören die musikalischen Intermedien Proserpina rapita (1613), die „favoletta piscatoria“ („Fischerspiel“) Amor prigioniero (1615) und die Tragödie Tancredi. 1617 vertonte Giacobbi zwei dramatische Werke mit Texten von Campeggi: Ruggero liberato und Il Reno sacrificante. Die Partituren dieser Werke gingen verloren. Die Autorschaft Giacobbis ist ausschließlich durch die zugehörigen Libretti bezeugt.  1623 endete Giacobbis Tätigkeit als Komponist von Musikdramen mit der Aufführung von La selva dei mirti („Der Myrtenhain“) am Theater der Accademia dei Gelati in Bologna.
Im Bereich der geistlichen Musik veröffentlichte Giacobbi 1615 in Venedig die Vespri per tutto l’anno a quattro voci con l’organo, e senza („Vespern für das gesamte Kirchenjahr für vier Stimmen, mit und ohne Orgel“). In der Vorrede bezeichnete er sich als Mitglied der Accademia Bolognese dei Gelati und unterschrieb mit seinem akademischen Namen Imperfetto.
Während seiner Tätigkeit als Kapellmeister im neu errichteten Oratorium des heiligen Philipp Neri ließ Giacobbi 1618 in Venedig die Sammlung geistlicher Musik Litanie e mottetti da concerto e da cappella a due chori per la sanctissima Vergine („Litaneien und Motetten für konzertante und chormäßige Aufführung zu zwei Chören für die Allerheiligste Jungfrau“) drucken. Die kirchenmusikalische Forschung schreibt die beiden letzten Litaneien der Sammlung seinem Schüler Domenico Benedetti zu, der als Sänger in der Basilika San Petronio tätig war.
1622 begründete Giacobbi in Bologna die Accademia dei Filomusi, nach der Accademia Filarmonica die zweite Akademie seiner Geburtsstadt, die sich der Musikpflege widmete. 1627 gestaltete er ein festliche musikalische Aufführungen anlässlich eines Besuches Claudio Monteverdi in Bologna.
Girolamo Giacobbi starb am 23. Dezember 1628 im Alter von 61 Jahren in seiner Heimatstadt.

## Werke

### Kirchenmusik
Girolamo Giacobbi schuf eine große Zahl geistlicher Werke aller Gattungen:
- Motetten zu 6 Stimmen
- mehrchörige Psalmen
- Vespergesänge mit Generalbaß
- Litaneien
- Magnificat
- Hymnen
- Messen

Giacobbi komponierte zum Teil für A-cappella-Chöre. Zudem verfasste er konzertant gesetzte Werke. Vor allem die Vespern weisen den neuen Stil auf. Hervorzuheben aus seinem Œuvre geistlicher Musik sind:
- 1601: Motecta multiplici vocum numero concinenda, liber primus, Erste gedruckte Notenausgabe Giacobbis, gedruckt in Venedig bei Angelus Gardanus; Sie sind dem Bolognesers Senat und der Kirchenverwaltung San Petronios gewidmet und sind in der Nachfolge Palestrinas streng polyphon komponiert. OCLC 61363179 RISM ID: 990021007 (Digitalisat) Das Werk wurde 1962 von Giampaolo Ropa in der Reihe Antiquae musicae Italicae monumenta Bononiensia  der Universität Bologna erneut herausgegeben OCLC 464029851
- 1609: Erster Teil der Salmi concertati für 2 und mehrere Chöre, Commodi da Concertare in diuerse maniere [bequem auf verschiedene Arten aufzuführen.], gedruckt in Venedig bei Angelo Gardano & Fratelli[4][2] RISM ID: 990021009 OCLC 83209043
- 1611: Parvulus hodie natus est nobis, Motette,  veröffentlicht in Promptuarii musici sacras harmonias sive motetas, herausgegeben von Abraham Schadäus, gedruckt bei Carl Kieffer RISM ID: 1001113482 (Digitalisat des Münchener Digitalisierungszentrums der Bayerischen Staatsbibliothek)
- 1612: Caro mea vere est cibus, Salve victima in ara Crucis und Salve victima in ara Crucis, Motetten, gedruckt in Promptuarii musici sacras harmonias sive motetas 2, herausgegeben von Abraham Schadäus, gedruckt bei Carl Kieffer RISM ID: 1001115528 (Digitalisat des Münchener Digitalisierungszentrums der Bayerischen Staatsbibliothek)
- 1613: Gloriosa et admirabilis, Motette, gedruckt in Promptuarii musici sacras harmonias sive motetas 3, herausgegeben von Abraham Schadäus, gedruckt bei Carl Kieffer RISM ID: 1001118476 (Digitalisat des Münchener Digitalisierungszentrums der Bayerischen Staatsbibliothek)
- 1615: Vespri per tutto l'anno a quattro voci, con l'organo e senza, gedruckt bei Gardano in Venedig RISM ID: 990021010
- 1617: Exultat anima mea, gedruckt in Promptuarii musici sacras harmonias sive motetas 4, RISM ID: 1001199218 (Digitalisat des Münchener Digitalisierungszentrums der Bayerischen Staatsbibliothek)
- 1618: Litanie e motetti : da concerto e da capella a due chori per la sanctissima Virgine, gedruckt bei Gardano in Venedig[5] OCLC 35979650 RISM ID: 990021011

### Oper und Musikdrama
- 1608 L'Aurora ingannata [Die getäuschte Aurora], Text: Ridolfo Campeggi, die erste in Bologna überhaupt aufgeführte Oper, gedruckt bei Giacomo Vincenti in Venedig  OCLC 257795138 RISM ID: 990021008
- 1610 Andromeda OCLC 955933103 Text: Ridolfo Campeggi
- 1613 Proserpina rapita OCLC 24422784, Texf: Ridolfo Campeggi
- 1615 Amor prigioniero, Favoletta piscatoria, Text: Silvestro Branchi
- 1615: Tancredi, Text: Ridolfo Campeggi
- 1617 Il Reno sacrificante OCLC 748576670, Text: Ridolfo Campeggi
- 1617 Ruggero liberato, Text: Ridolfo Campeggi
- 1623 La Selva de Mirti OCLC 824219781, Tex:  Bernardino Mariscotti
- 1624 Filarmindo OCLC 748576670 Text: Rudolfo Campeggi, gedruckt bei Valentini in Venedig
- 1628 La montagna fulminata OCLC 1051175053 , Text: Bernardino Mariscotti, dem Herzog von Parma Odoardo I. Farnese gewidmet, aufgeführt am 15. März 1628 in Bologna

## Rezeption
- 1969 veröffentlichte Vittorio Gibelli eine Bearbeitung des Psalms Laudate Dominum von Girolamo Giacobbi aus dem Jahr 1615. OCLC 878180130
- 1996 veröffentlichte Wolfgang Fürlinger die Litaniae Lauretanae concertata für Chor (SSATB) und Basso continuo von Girolamo Giacobbi bei Alfred Coppenrath. OCLC 724445583
- 2002 veröffentlichte Jeffrey Kurtzman ein Magnificat von Girolamo Giacobbi in der Sammlung Vesper and compline music for multiple choirs bei Routledge in New York, ISBN 0-8153-2426-X.

## Einspielungen
- Caro mea vere est cibus. Domchor Münster. Ltg. Hubert Leiwering  (1930–1973) auf: Musik im Dom zu Münster, Harmonia Mundi, um 1960 OCLC 611722700
- Exultate Deo. The King’s Singers, auf: The King's Singers concert collection. Moss Music Group, 1976 OCLC 237786736
- Litaniae Lauretanae. Niederaltaicher Scholaren. Ltg. Konrad Ruhland, auf: The quintessence of chant, Sony classical, 1996 Aufgezeichnet in der Basilika St. Michael in Altenstadt OCLC 945484154
- L'Aurora ingannata. Gran Consort "Li Stromenti", Insieme Vocale "L'Homme Armé", Ltg. Gian Luca Lastraioli, Tactus, 1997 OCLC 605122014
- De ore prudentis. University of Central Arkansas Concert Choir. Ltg. John Erwin. Aufgezeichnet bei einem Konzert der  American Choral Directors Association National Convention, 2005 OCLC 1059473810
- Luce gratiae tuae. Profeti della Quinta. Ltg. Elam Rotem, auf der CD The Carlo G manuscript, aufgezeichnet in der Chiesa dei Santi Eusebio e Vittore in Peglio 2016 Glossa Music